# Daïra d'Aïn Madhi
La daïra d'Aïn Madhi est une circonscription administrative algérienne située dans la wilaya de Laghouat. Son chef-lieu est situé sur la commune éponyme d'Aïn Madhi.

## Géographie

### Localisation
|  | El Ghicha, Oued Morra, Brida, Gueltet Sidi Saâd |                                                               |
|  | daïra d'Aïn Madhi                               | Daïra de Sidi Makhlouf, Laghouat, Ksar El Hirane, Hassi R'Mel |
|  |                                                 |                                                               |

## Communes
La daïra regroupe les cinq communes d'Aïn Madhi, Tadjemout, Tadjrouna, El Houaita et Kheneg.